# Řád italské koruny
Řád italské koruny (italsky: Ordine della Corona d'Italia) byl řádem Italského království, založený roku 1868 králem Viktorem Emanuelem II. na památku italského sjednocení.
Řád navazoval na rakouský Řád železné koruny a byl udělován za civilní i vojenské zásluhy, a to nezávisle na náboženství a národnosti. Byl v pořadí pod Řádem sv. Mauricia a sv. Lazara a následně bylo stanoveno, že Řád sv. Mauricia a sv. Lazara může získat jen ten, kdo má stejný stupeň Řádu italské koruny.
Řád měl pět stupňů:
- Velkokříž (Cavaliere di Gran Croce) – nejvýše 60 členů
- Velkodůstojník (Grande Ufficiale) – nejvýše 150 členů
- Komtur (Commendatore) – nejvýše 500 členů
- Důstojník (Ufficiale) – nejvýše 2000 členů
- Rytíř (Cavaliere) – neomezeno, což vyústilo v jeho masové udělování

Po konci italské monarchie v roce 1946 se z něj stal rodinný řád, který uděloval svržený král Umberto II. až do své smrti v roce 1983.